# Yooka-Laylee and the Impossible Lair
Yooka-Laylee and the Impossible Lair est un jeu vidéo de plates-formes développé par le studio Playtonic Games, sorti le 8 octobre 2019 sur Microsoft Windows, PlayStation 4, Xbox One et Nintendo Switch. Il s'agit de la suite du jeu Yooka-Laylee sorti en 2017.

## Système de jeu
Comme dans le premier volet, le joueur incarne Yooka, un caméléon vert sans pantalon, et Laylee, une chauve-souris avec un gros nez rouge ; mais comparé à son prédécesseur qui proposait un gameplay entièrement en trois dimensions (3D), ce nouvel opus se base plutôt sur un style de jeu en vue de profil, tout en conservant des graphismes 3D ; un système parfois appelé « 2,5D ». Il s'inspire en cela de jeux de plates-formes en deux dimensions tels la série Donkey Kong Country, créée par Rare.
L'originalité de ce jeu réside dans le fait que le dernier niveau, le « Repaire Impossible » (Impossible Lair) du titre, est accessible dès les premières minutes du jeu, ce qui a parfois valu au jeu une comparaison avec The Legend of Zelda: Breath of the Wild. Ce niveau « impossible », regorgeant de pièges, est en réalité difficilement surmontable sans l'aide de « Soldabeilles » qui pourront encaisser les coups, et que l'on pourra récupérer tout au long du jeu. Une carte principale permet de se déplacer à travers le monde de Yooka-Laylee en débloquant divers bonus, pour accéder aux différents niveaux représentés sous forme de livres magiques dans lesquels il faut entrer.

## Univers
On retrouve la plupart des personnages du premier opus. À cela viennent s'ajouter Phoebee, reine des abeilles, et ses « Soldabeilles » qui pourront aider le joueur dans le défi final du « Repaire Impossible ». L'objectif du jeu est de libérer les Soldabeilles et de vaincre l'infâme Capital B qui les a capturées.

## Publication
Comme pour le premier jeu, l'éditeur/développeur Team17 édite cette suite développée par Playtonic Games.
En juin 2019, l'éditeur Team17 et le développeur Playtonic Games annoncent renouveler leur partenariat pour développer une suite à Yooka-Laylee,,.
En septembre 2019, Team17 annonce la sortie du jeu sur Nintendo Switch, Microsoft Windows, PlayStation 4 et Xbox One pour le 8 octobre de la même année.